# Herbertingen
Herbertingen is een plaats in de Duitse deelstaat Baden-Württemberg, en maakt deel uit van het Landkreis Sigmaringen.
Herbertingen telt 4.812 inwoners.

## Plaatsen in de gemeente Herbertingen
- Herbertingen (hoofdplaats)
- Hundersingen, locatie van het vroeg-Keltische Heuneburg
- Marbach
- Mieterkingen

Bad Saulgau ·
Beuron ·
Bingen ·
Gammertingen ·
Herbertingen ·
Herdwangen-Schönach ·
Hettingen ·
Hohentengen ·
Illmensee ·
Inzigkofen ·
Krauchenwies ·
Leibertingen ·
Mengen ·
Meßkirch ·
Neufra ·
Ostrach ·
Pfullendorf ·
Sauldorf ·
Scheer ·
Schwenningen ·
Sigmaringen ·
Sigmaringendorf ·
Stetten am kalten Markt ·
Veringenstadt ·
Wald